# 弗拉基米尔·阿什肯纳齐
弗拉基米尔·达维多维奇·阿什肯纳齐（俄語：Влади́мир Дави́дович А́шкенази，羅馬化：Vladimir Davidovich Ashkenazi；1937年7月6日—），又譯作阿什克纳济、阿胥肯纳吉、阿叙肯纳吉，是一位冰島籍俄羅斯裔的钢琴家、指挥家。
阿什肯纳齐演奏的浪漫主义时期和俄国作曲家的作品尤为出名。他录制了肖斯塔科维奇的24首前奏曲与赋格、斯克里亚宾的奏鸣曲、肖邦和舒曼的全部钢琴作品、贝多芬的钢琴奏鸣曲和莫扎特、贝多芬、巴托克、普罗科菲耶夫以及拉赫玛尼诺夫等人的钢琴协奏曲。同时他演奏录制室内乐。目前他仍活跃在国际舞台上。

## 早年
阿什肯纳齐生于俄罗斯的下诺夫哥罗德市，他的父亲是犹太人，母亲是俄罗斯东正教徒。
阿什肯纳齐六岁开始学习钢琴，显示出巨大的天赋，八岁进入中央音乐学院。1955年，他进入莫斯科音乐学院随著名钢琴家列夫·奥博林学习，同年参加在华沙举办的第五届肖邦国际钢琴比赛，获得第二名。1956年参加在布鲁塞尔举办的伊丽莎白王后国际音乐比赛，获得第一名。1962年参加柴科夫斯基国际钢琴比赛，获第一名（与约翰·奥格登并列）。1972年加入冰岛国籍。

## 指揮生涯
阿什肯纳齐从钢琴家生涯的中期开始涉足指挥界。他指挥录制的西貝流士、拉赫玛尼诺夫、肖斯塔科维奇和斯克里亚宾等人的管弦乐作品受到好评。
- 1987－1994年 任皇家爱乐乐团首席指挥
- 1998－2003年 任捷克爱乐乐团首席指挥
- 2004－2007年 任NHK交响乐团音乐总监
- 2009－2012年 任悉尼交响乐团首席指挥[5]

此外，阿什肯纳齐被（英国）爱乐管弦乐团（Philharmonia Orchestra）、冰岛交响乐团授予桂冠指挥家的称号，并担任经常与他合作的歐盟青年管弦樂團（European Union Youth Orchestra）音乐总监的职务。

## 获奖与荣誉
- 阿什肯纳齐为现任拉赫玛尼诺夫协会会长
- 1955年肖邦国际钢琴比赛获得第二名
- 1956年布鲁塞尔伊丽莎白女皇国际钢琴比赛中获金质奖章
- 1962年参加柴科夫斯基国际钢琴比赛，获并列第一名

格莱美最佳室内乐演奏奖：
- 弗拉基米尔·阿什肯纳齐，林恩·哈雷尔&伊扎克·帕尔曼《贝多芬：钢琴三重奏全集》（1988年格莱美奖）
- 弗拉基米尔·阿什肯纳齐，林恩·哈雷尔&伊扎克·帕尔曼《柴科夫斯基：a小调钢琴三重奏》（1982年格莱美奖）
- 弗拉基米尔·阿什肯纳齐&伊扎克·帕尔曼《贝多芬：小提琴奏鸣曲》（1979年格莱美奖）

格莱美最佳器乐独奏奖（无管弦乐伴奏）：
- 弗拉基米尔·阿什肯纳齐《肖斯塔科维奇：24首前奏曲与赋格，Op. 87》（2000年格莱美奖）
- 弗拉基米尔·阿什肯纳齐《拉威尔：夜之加斯帕；悼念公主的帕凡舞曲；高贵而感伤的圆舞曲》（1986年格莱美奖）

## 其他
- 在擔任NHK交響樂團音樂總監時，為改編自鋼琴漫畫《琴之森》（ピアノの森）的同名動畫電影親自操刀主角的鋼琴曲演奏。
- 关于阿什肯纳齐的音乐哲学观点可参见他与贾斯柏·佩罗特（Jasper Parrott）合著的《超越边界》（Beyond Frontiers）（New York: Atheneum, 1985）。

## 作品節選

### 商業錄音
- (CD). 20世紀偉大鋼琴家（英语：Great Pianists of the 20th Century） 7. Philips Classics. 1999. 456 715-2.